# Peugeot 2008
Peugeot 2008 er en lille SUV designet og udviklet af Peugeot, og baseret på PF1-platformen. 2008 afløste Peugeot 207 SW, herunder dens Outdoor-variant, fordi Peugeot ikke har planer om at introducere en stationcar-version af deres 208'er.

## Transmission
Den fås med en fem-trins manuel gearkasse, en seks-trins manuel og en seks-trins automatgearkasse. En syv-trins automatisk gearkasse, blev også introduceret i august 2013, som ville erstatte den 5-trins manuelle og 6-trins manuelle.

## Salg og produktion
| År   | Verdensomspændende Produktion | Verdensomspændende salg | Noter                                    |
| ---- | ----------------------------- | ----------------------- | ---------------------------------------- |
| 2012 | 80                            | 80                      | Den samlede produktion nåede 80 enheder. |

## Tekniske specifikationer
| Model         | Cylindre | Slagvolume cm³ | Max. effekt kW (hk) / omdr. | Max. drejningsmoment Nm / omdr. | 0-100 km/t sek. | Topfart km/t | Byggeår |
| ------------- | -------- | -------------- | --------------------------- | ------------------------------- | --------------- | ------------ | ------- |
| Benzinmotorer |          |                |                             |                                 |                 |              |         |
| 1.2 VTi       | 3        | 1199           | 60 (82) / 5750              | 118 / 2750                      | 13,5            | 169          | 2013 −  |
| 1.6 VTi1      | 4        | 1598           | 88 (120) / 6000             | 160 / 4250                      | 9,5             | 196          | 2013 −  |
| Dieselmotorer |          |                |                             |                                 |                 |              |         |
| 1.4 HDi       | 4        | 1397           | 50 (68) / 4000              | 160 / 1750                      | 14,9            | 159          | 2013 −  |
| 1.6 e-HDi     | 4        | 1560           | 68 (92) / 4000              | 230 / 1750                      | 11,5            | 181          | 2013 −  |
| 1.6 e-HDi     | 4        | 1560           | 84 (114) / 3600             | 270 / 1750                      | 10,4            | 188          | 2013 −  |

1 Denne motor findes ikke på det danske modelprogram